# Midas 104
Midas 104 (* 1987 in Berlin; bürgerlich Willi Schumacher) ist ein deutscher Musikproduzent, DJ und Liveact der elektronischen Tanzmusik. Er veröffentlicht unter anderem bei Einmusika Recordings und Katermukke. Sein Stil lässt sich dem Deep House zuordnen.
Während seiner Schulzeit setzte er sich mit der Produktion von Hip-Hop-Beats und Textkompositionen auseinander, wechselte aber früh zur House-Musik. Später war er Mitarbeiter des Berliner Club Kater Holzig (heute Kater Blau). 2013 erschien seine erste EP Don’t Worry bei dem Label Katermukke, welche dem Club Kater Blau nahesteht.
Midas 104 erlangte überregionale Bekanntheit durch zahlreiche Festival-Auftritte, darunter Fusion Festival und Ikarus Festival. Weiterhin hat er in der Vergangenheit auch in renommierten Clubs wie Kater Blau, Ritter Butzke, Watergate und Wilde Renate aufgelegt.

## Diskografie (Auswahl)
EPs
- 2013: Don’t Worry (mit Joshua Jesse; Katermukke)
- 2013: Impuls (Einmusika Recordings)
- 2014: Eos (Katermukke)
- 2015: Humming Top (URSL)
- 2017: Sexual Distortion (Katermukke)
- 2018: Umweg (Katermukke)
- 2019: EGO (Get Physical Music)
- 2022: Wilmas Traum (mit T.M.A; Monaberry)